# Бронштейн Михайло Цалевич

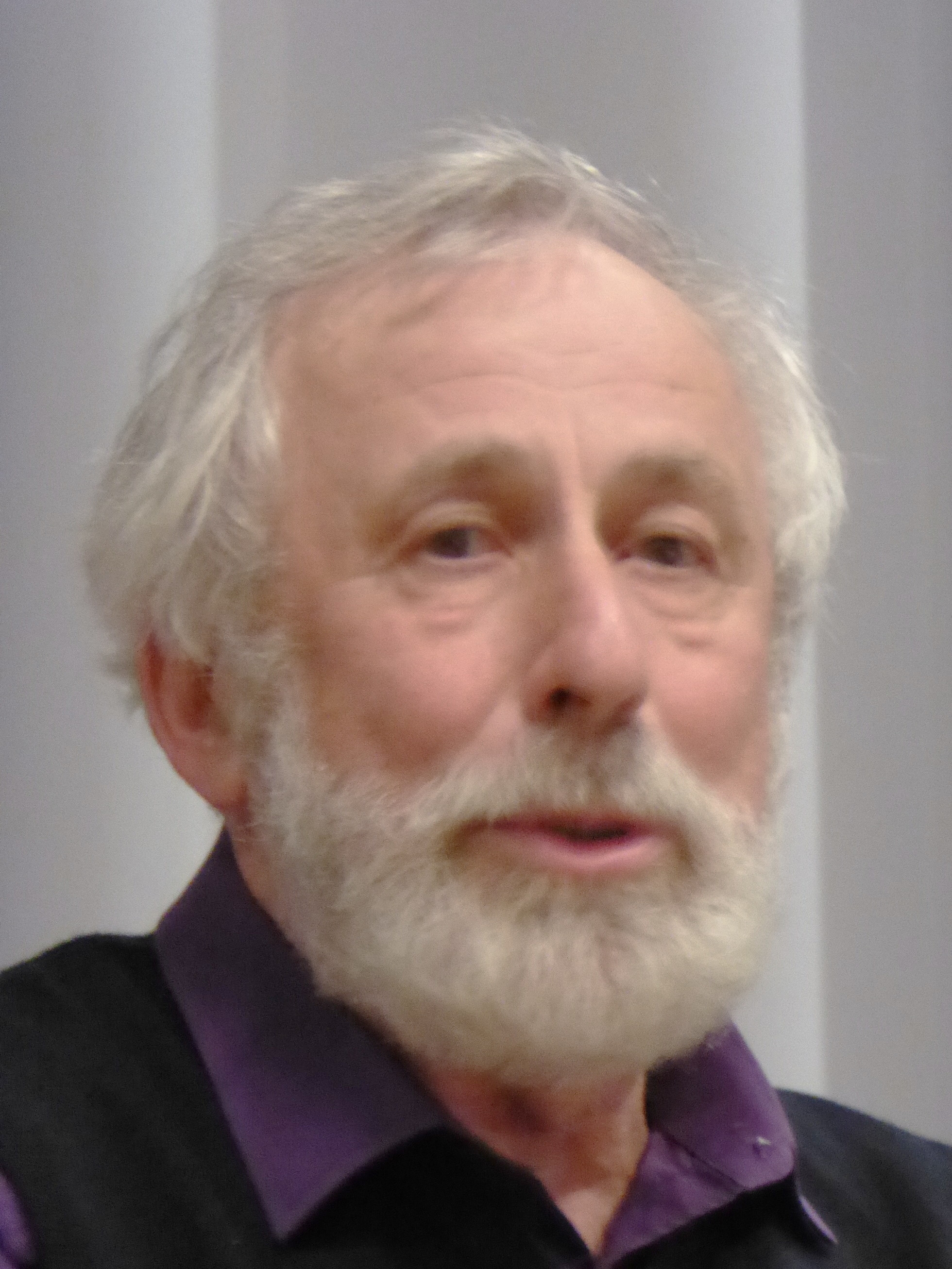
Mikaelo Bronŝtejn, 2016

Бронштейн Михайло (Мойсей) Цалевич  (*1949 Проскурів) — російський есперантист, інженер, письменник, перекладач, поет, бард, ведучий культурної програми всесвітніх конгресів есперантистів; автор п'яти поетичних збірок, двох романів, документальних нарисів, величезної кількості перекладів на мову есперанто творів класиків російської та української літератури.

## Нагороди
- 2001 рік — міжнародна літературна премія Всесвітньої есперанто-асоціації
- 2003 рік — лауреат літературної премії ім. Антонія Грабовського.

## Оригінальні твори мовою есперанто
- Legendoj pri SEJM] (Легенди про SEJM) (1992)
- Oni ne pafas en Jamburg (У Ямбурзі не стріляють) (1993) — роман
- Mamutido Miĉjo (Мамонтеня Мишка) (1995) — книга для дітей
- Jen, denove… (От, знову…) (1997)
- Du lingvoj (Дві мови) (2001) — збірка віршів
- Dek tagoj de kapitano Postnikov (Десять днів капітана Постнікова) — історичний роман про події в російській Есперантиді сто років тому (2004), ISBN 5-86038-027-5.
- Amitaj, amataj, amotaj… (аудіокасети)

## Переклади з російської на есперанто
- Аркадій і Борис Стругацькі Pikniko ĉe vojrando (Пікнік на узбіччі)  / Ілюстрації Леоніда Андрєєва. Відп. редактор Олександр Шевченко. Редактори: Олександр Гофен, Дмитро Перевалов, Олена Шевченко. - Москва: Імпето, 1996. - 190 стор
- Аркадій і Борис Стругацькі La fora ĉielarko (Далека веселка)  / Ілюстрації Vjacxeslav TE. Відп. редактор Олександр Шевченко. - Москва: Імпето, 1997. - 130 стор
- Аркадій і Борис Стругацькі La dua invado de marsanoj (Друге нашестя марсіан)  / Редактор: Олена Шевченко. Ілюстрації Vjacxeslav TE. Відп. редактор Олександр Шевченко. - Москва: Імпето, 1998. - 111 стор
- Аркадій і Борис Стругацькі La loĝata insulo (Залюднений острів)  / Редактори: Олена Шевченко, Микола Гудсков. Ілюстрації Vjacxeslav TE. Відп. редактор Олександр Шевченко. - Москва: Імпето, 2004. - 304 стор